# Кинбурнская баталия

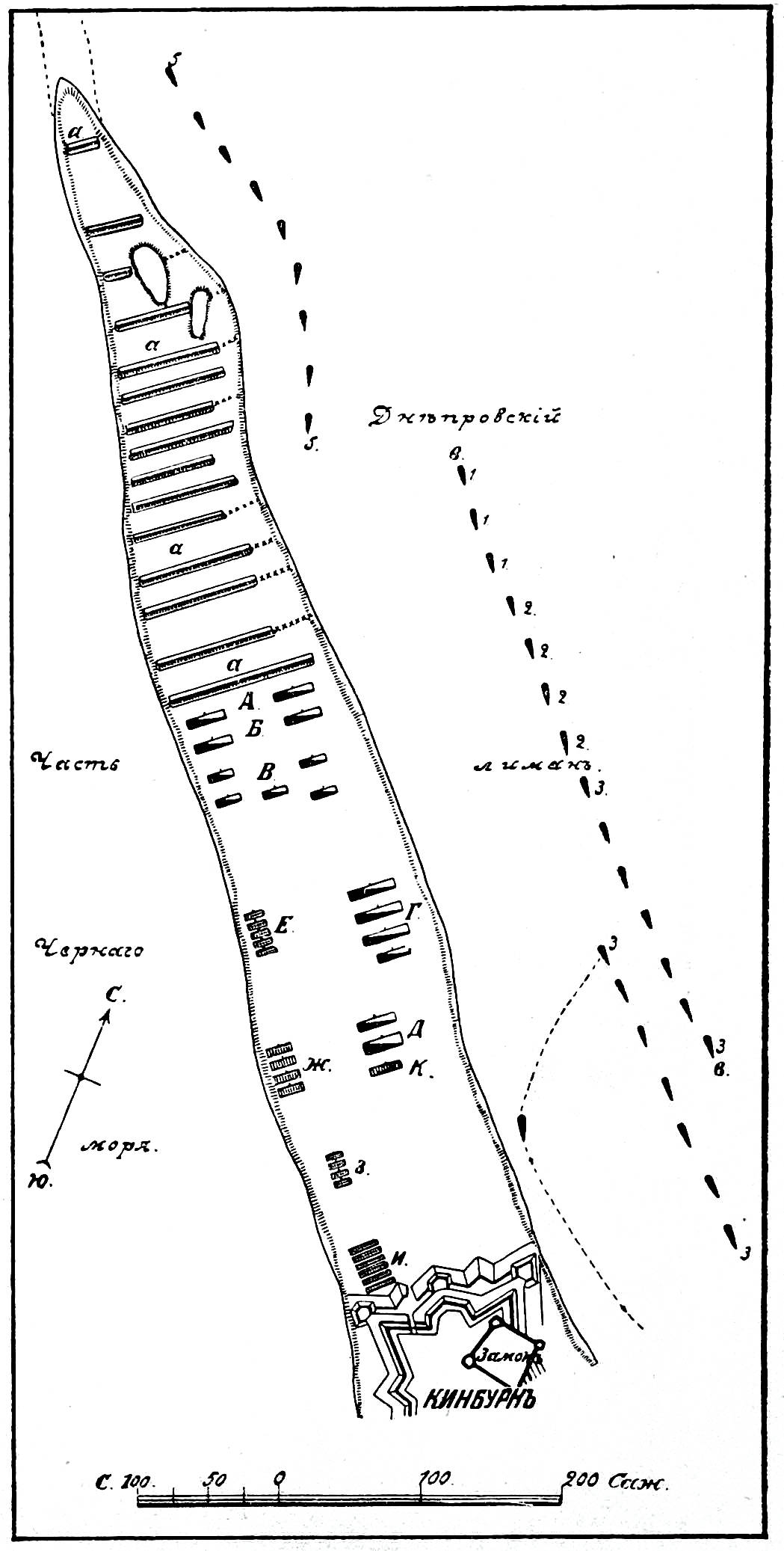
План атаки Кинбурна турками в 1787 году.
а — Неприятельские траншеи;
б — позиция турецкого флота в Лимане;
1 — линейные корабли;
2 — фрегаты;
3 — шебеки и канонерские лодки;
5 — то же,
А — батальоны Орловского полка;
Б — батальоны Шлиссельбургского полка;
В — 5 рот Орловского полка;
Г — Козловский полк;
Д — 4 роты Муромского полка;
Е и З — донские казаки;
Ж — 2 эскадрона легкой конницы;
И — резерв легкоконный;
К — 1 рота Шлиссельбургского полка.
Более подробное описание к этой схеме можно прочесть в статье «Кинбурн», Военная энциклопедия Сытина, Санкт-Петербург, 1911 — 1915 годов.

Кинбурнская баталия 1787 года — одно из сражений русско-турецкой войны 1787—1791 годов, когда русские войска под командованием генерал-аншефа А. В. Суворова разбили 1 (12) октября турецкий десант на Кинбурнской косе, который пытался овладеть укреплениями Кинбурна.
Победа при Кинбурне стала первой крупной победой русских войск в русско-турецкой войне 1787—1791 годов. Она фактически завершила кампанию 1787 года, поскольку турки в этом году больше не предпринимали активных действий.

## Предыстория
На Кинбурнской косе находился укреплённый замок Османской империи, который в 1736 году был занят отрядом Русской армии, под начальством генерала Леонтьева, и разрушен. По Белградскому миру, эта местность была возвращена Порте, и впоследствии османы снова построили около этого места небольшую крепость, но по Кючук-Кайнарджийскому миру 1774 года Кинбурн отошёл к России.
Кинбурнская крепость стала первым объектом нападения турецких войск во второй русско-турецкой войне. Это было связано с её выгодным стратегическим положением недалеко от турецкой крепости Очаков (таким образом, она могла являться базой для подготовки захвата Очакова), а также от базы русского флота в Херсоне, защищая её (в случае успеха русский флот был бы сожжён). Кроме того, овладение Кинбурном открывало путь к восстановлению турецкого контроля над Крымом.

## Боевое расписание русской армии
- Орловский пехотный полк
- Шлиссельбургский пехотный полк
- Козловский пехотный полк
- Муромский пехотный полк (1 батальон)
- Мариупольский гусарский полк
- Павлоградский гусарский полк
- Санкт-Петербургский драгунский полк (прибыл в конце боя)
- 3 полка донских казаков (прибыли в конце боя)[4]

## Ход сражения
Турецкий флот в составе трёх линейных кораблей, 4 фрегатов, 4 бомбардирских кораблей (плавучих батарей), 14 канонерских лодок в течение сентября 1787 года обстреливал Кинбурн и выявлял огневые точки русских войск. 1 (12) октября 1787 в 9 часов утра турецкий десант под командованием янычарского аги Сербен-Гешти-Эюб-аги начал высаживаться на берег. Сразу после высадки Хасан-паша приказал отвести корабли, чтобы его войска не надеялись на эвакуацию, турецкий флот стал поддерживать нападающих огнём.
Во время высадки турок А. В. Суворов находился в церкви по случаю праздника Покрова Пресвятой Богородицы. Обратившимся к нему с сообщением о начале высадки турок и строительства ими укреплений офицерам, он приказал не открывать ответный огонь и ждать пока высадятся все турецкие войска. Сам в это время продолжал слушать литургию. Спокойствие Суворова придало уверенности в себе русским воинам.
К часу дня, выкопав 15 траншей (см. схему), турецкие войска подошли на близкое расстояние к крепости. В это время в Кинбурне было 1 500 человек пехоты, а ещё 2 500 пехоты и лёгкой конницы стояло в качестве резерва в 30 вёрстах сзади от крепости. Когда турки подошли к крепости на расстояние 200 шагов, последовал залп из всех орудий, и началась контратака.
Отряд полковника Иловайского, обойдя крепость слева по берегу Чёрного моря, и Орловский пехотный полк под началом генерал-майора Река, справа, ударили с флангов, а затем батальон Козловского полка во главе с Суворовым ударил во фронт. Значительные силы турок и большие потери среди Орловского полка вынудили русских отойти, при этом сам Суворов был ранен картечью в бок и едва не был убит янычарами, его спас гренадер Степан Новиков.

Неприятельское корабельное войско, какого я лучше у них не видел, преследовало наших; я бился в передних рядах Шлиссельбургского полку; гренадер Степан Новиков, на которого уж сабля взнесена была в близости моей, обратился на своего противника, умертвил его штыком, другого, за ним следующего, застрелил… Они побежали назад— Суворов А. В. о сражении при Кинбурне
В результате второй атаки, в которой участвовали свежие резервы, турецкие войска удалось вытеснить с косы и они, неся значительные потери, стали эвакуироваться на корабли. Суворов в этой атаке был ранен в руку. Первым заметил ранение Суворова есаул Кутейников, который перевязал его своим галстуком. К 10 часам вечера бой закончился полной победой российских войск.

## Результаты
Победа при Кинбурне стала первой крупной победой русских войск в русско-турецкой войне 1787—1792 годов. Она фактически завершила кампанию 1787 года, поскольку турки в этом году больше не предпринимали активных действий.
За победу Екатерина II наградила Суворова орденом Андрея Первозванного. Для отличившихся в битве были изготовлены 20 специальных медалей «За отличие в Кинбурнском сражении», которые вручили наиболее отличившимся участникам по выбору самих солдат.

## Сражение в оценках современников
Подполковник Трегубов, современник события, писал:

…само по себе оно было глупо, ибо можно было крепостными пушками не допустить неприятеля высадить войска с судов и не потерять хорошего генерала Река (ген.-майор Рек был в этом сражении ранен и после этой раны не мог более служить), нескольких штаб и обер-офицеров и слишком 300 человек рядовых убитыми. Неприятелю позволено было на косе сделать 17 ложементов, которые надо было каждый штурмовать. Три раза наши войска были смяты и прогоняемы до крепостных ворот. Суворов ещё более наделал сумятицы, заставив на таком узеньком язычке (ибо у самой крепости вряд-ли ширина косы составляет 50 сажен) сражаться три полка легкоконных: Мариупольский, Павлоградский и Острогожский, и казаков. Сам он был ранен легко в руку, так что не оставлял поля сражения, и был в состоянии, по его странностям, сам тут же замывать рубашку. Ни в ком так не была заметна слабость хвастаться ранами, как в нём.
Он носил долго распоротый рукав и обвитую шею после Очаковской раны. <…> Хотя и глупо было высылать тут кавалерию, однако же начальникам полки свои оставлять было не должно. Их нашли сидящих в крепости, извиняющихся тем, что они не хотят быть жертвою глупого распоряжения. Суворов же в сумятице, когда наших гнали к крепости, спросил, кто начальник кавалерии <…> В самом же деле никто не командовал, ибо был такой ералаш, что всякий уходил и приходил из крепости и лагеря, когда кому хотелось, ибо диспозиции, по обыкновению Суворова, никакой не было дано, и всякий делал, что хотел.
Поелику высланы драться, то и дрались; а как? До того — дела никому не было. Генерал-майор Рек к несчастию был ранен при начале дела.
После сего сражения сочтено было тел турецких до 1000 (в реляции написали 5.000); прочие, ночевав тут, на рассвете переправились назад в Очаков на лодках, и Суворов не велел их трогать… хотя генерал-майор Исленьев убедительно просил у него на сие позволения.

## Память
Позже Суворов в честь победы построил церковь Покрова Пресвятой Богородицы. В Очакове в 1907 году в году был установлен памятник А. В. Суворову, где скульптор изобразил его в момент Кинбурнского сражения, уже раненым со слегка наклонённым корпусом, прижимающим рану левой рукой, а правой указывающий направление атаки (скульптор Б. В. Эдуардс).
Ход баталии отражён в фильме Светланы Дружининой «Гардемарины 1787. Война».

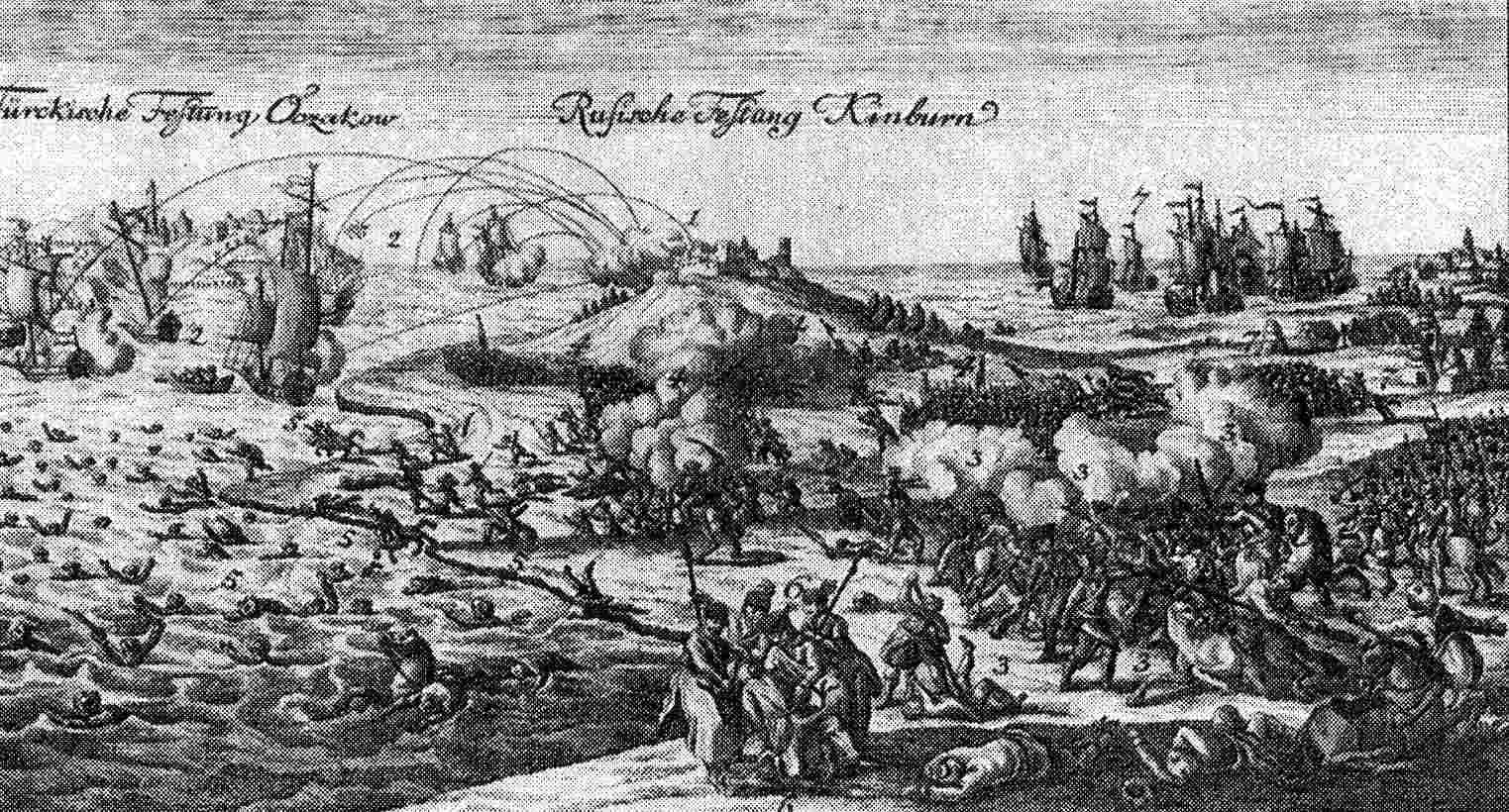
Баталия при Кинбурне.
Схема битвы при Кинбурне.
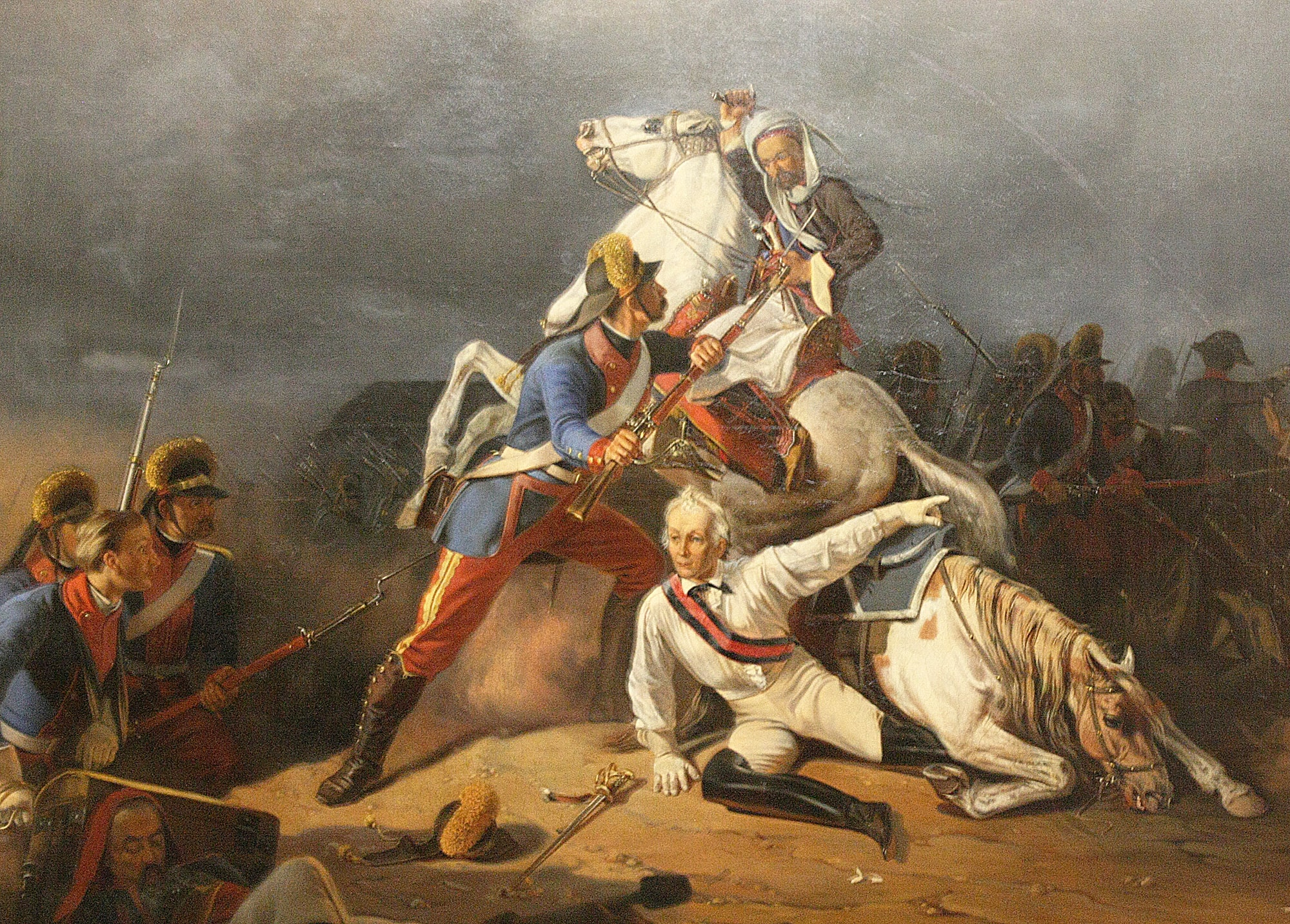
Спасение генерал-аншефа А. В. Суворова гренадером Степаном Новиковым в сражении при Кинбурне 1 октября 1787 года.
Медаль «За отличие в Кинбурнском сражении». 1787 год.